# Africa Occidentale Britannica
L'Africa Occidentale Britannica (inglese: British West Africa) era l'insieme dei possedimenti britannici in Africa Occidentale: il Gambia, la Sierra Leone, la Costa d'Oro (attuale Ghana) e la Nigeria, con l'aggiunta nel 1918, a seguito della sconfitta della Germania nella prima guerra mondiale, del Camerun britannico.

## Geografia
Come per l'Africa Orientale Britannica, anche l'area occidentale, non si trattava di una entità giuridica a sé (tra l'altro tutte le colonie erano separate da colonie di altre nazioni) ma di una mera indicazione geografica e fino al 1920 anche amministrativa.

## Storia
Nel 1895 tutte le regioni sopra citate già colonie inglesi vennero riunite in un'unica entità amministrativa denominata appunto "Africa Occidentale Britannica" a cui faceva capo un Governatore con residenza a Lagos (Nigeria). 
Nel 1920 però il governo britannico decise di separare i governi locali delle 4 colonie per cui ciascuna ebbe un proprio governatore. Il nome "Africa Occidentale Britannica" cessò di essere utilizzato nel 1957 quando la Costa d'Oro ottenne per prima l'indipendenza col nome attuale di Ghana, a cui seguì la Nigeria nel 1960, la Sierra Leone nel 1961 e per ultimo il Gambia nel 1965. Solamente nelle targhe automobilistiche veniva indicata la regione di appartenenza infatti per la Costa d'Oro era WAC (Ingl. West Africa Coast) WAG per il Gambia (Ingl. West Africa Gambia) WAL per la Sierra Leone (Ingl. West Africa Leone) infine WAN per la Nigeria (Ingl. West Africa Nigeria cui era unito anche il Camerun britannico); le sigle automobilistiche sono rimaste anche dopo l'indipendenza dei quattro paesi.